# Пожежний насос

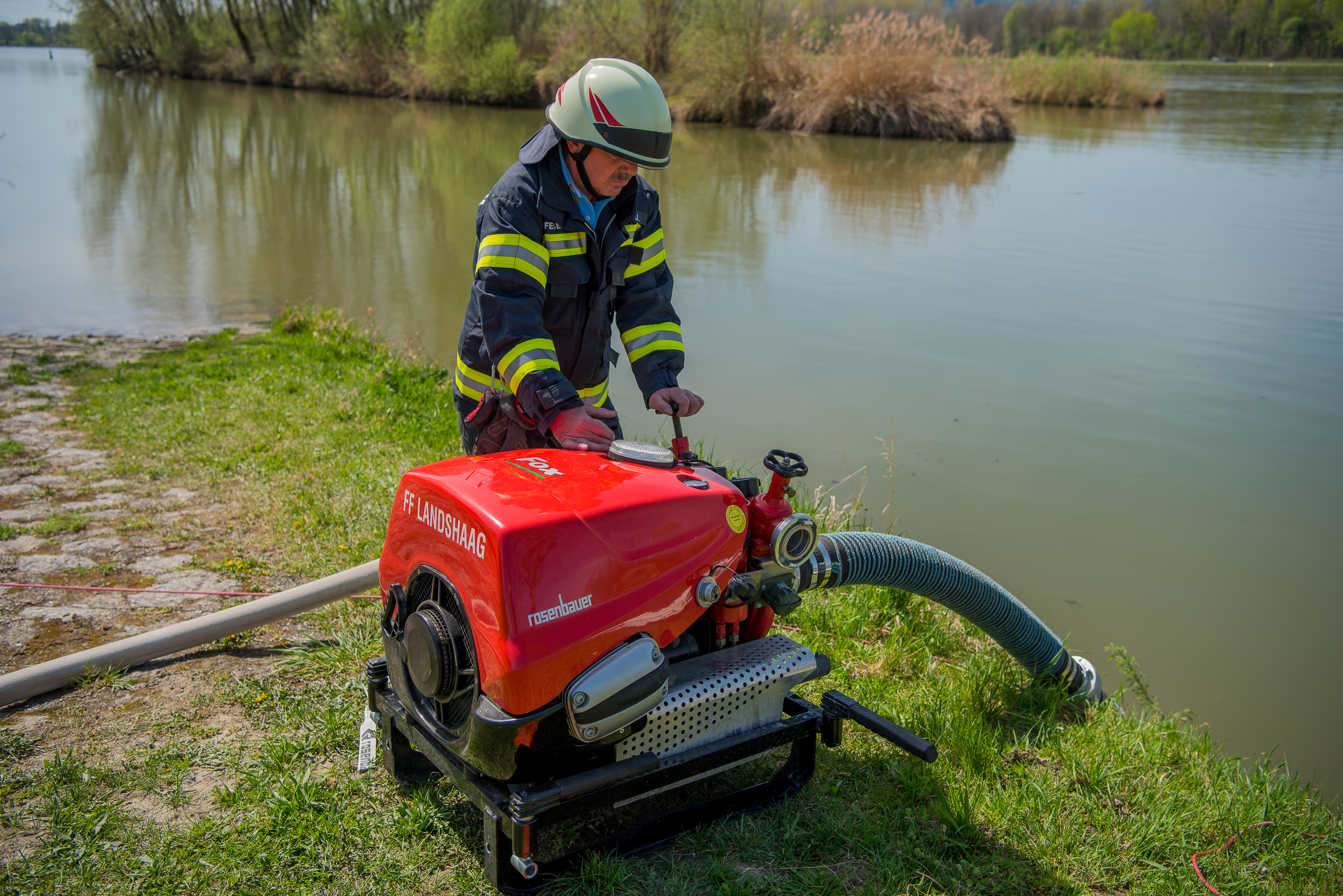
Насос для подавання води з водойми.

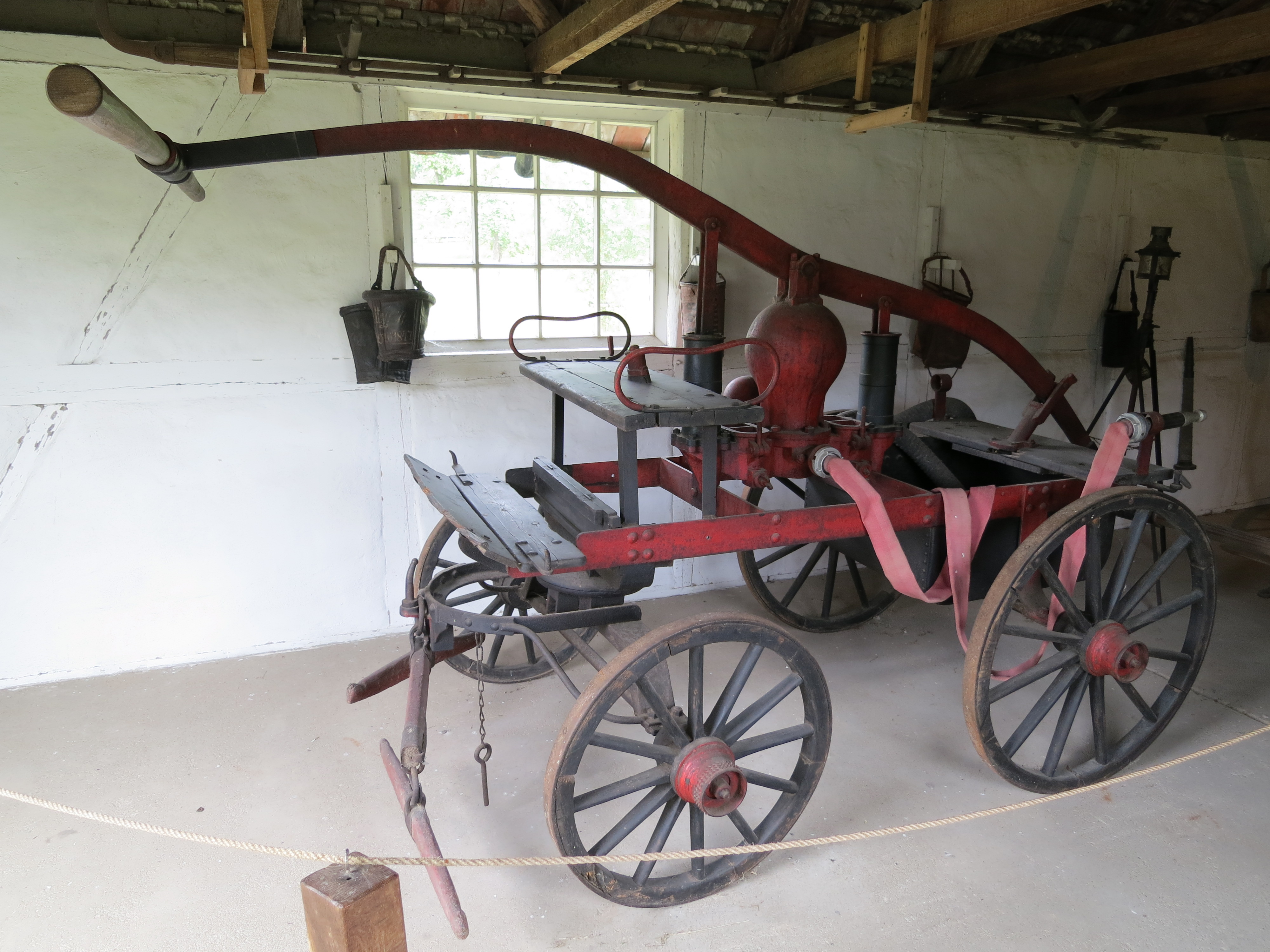
Ручний пожежний насос. Близько 1900 р.

Пожежний насос, також поже́жна по́мпа — вид насоса (помпи), пристрій для гасіння пожеж. За визначенням ДСТУ — «насос, призначений для відбирання рідкої вогнегасної речовини з ємності, водоймища або водопостачальної мережі та подавання її для гасіння пожеж та провадження пожежно-рятувальних робіт». Насосні установки пожежних автомобілів призначені для подавання вогнегасних речовин, забезпечення роботи вакуумних систем, забезпечення роботи гідравлічних систем тощо.

## Історія
Перший ручний водяний насос створив механік Ктесібій з Александрії, що жив у II — I ст. до РХ. Це була двоциліндрова поршнева помпа із всмоктувальним та нагнітальним клапанами та іншими деталями сучасних ручних пожежних помп. Викидання водяного струменя відбувалося під дією стиснутого повітря. Загалом, сучасна ручна пожежна помпа майже не відрізняється від стародавньої.

## Класифікація
Насоси для подавання вогнегасних речовин поділяють на:
- Відцентровий насос;
- Струминний насос;
- Шестерневий насос.

Насоси які забезпечують роботу вакуумних систем поділяють на:
- Струминний насос;
- Шиберний насос;
- Поршневий насос;
- Водокільцевий насос.

Насоси які забезпечують роботу гідравлічних систем поділяють на:
- Шестерневий насос;
- Поршневий насос;
- Аксіально-поршневий насос;
- Радіально-поршневий насос.